# Кончерто гросо
Кончерто гросо (итал. concerto grosso велики концерт) је вишеставачни инструментални концерт обликован на принципу супротстављања и смене двеју инструменталних група: веће, првобитно назване кончерто гросо (отуда име читавој форми), и мање солистичке, назване кончертино. Кончерто гросо је један од главних барокних инструменталних облика, претеча класичног концерта за солистички инструмент и оркестар. Од солистичког концерта разликује се по вишегласном кончертину, састављеном било од једнаких било од различитих инструмената; првобитно се за кончертино углавном узимао састав трио-сонате: 2 виолине, виолончело и басо континуо (чембало); касније улазе у састав кончертина и дувачки инструменти. У већој групи (названој још и тути), налазе се у почетку само гудачки инструменти, а касније и дувачки. Кончерто гросо се развио у другој половини XVII века у горњој Италији; потекао је из извођачке праксе концертирања, односно супротстављања двају састава, која се јавља већ у XVI веку у вишехорским канцонама, сонатама и симфонијама. У обликовању кончерта гроса првобитно се преузима архитектонска основа 4-ставачне сонате да киеза или сонате да камера са већим бројем плесних ставова. У изградњи облика важну улогу су одиграли А. Корели, Ђ. Торели и А. Вивалди.